# 平野拓也 (ジャーナリスト)
平野 拓也（ひらの たくや、1935年 - ）は、日本のフリージャーナリスト、元税務官僚。

## 略歴
大阪府大阪市生まれ。1953年大阪府立豊中高等学校卒、大蔵省関税局大阪税関入関。税関相談官などを経て1995年退職。1988年大阪外国語大学フランス語科入学、1993年卒業。退職後は雑誌、単行本などで執筆活動。

## 著書
- 『税関マル生と闘う書記長が見たイタリア・フランスの街と労働者』鳩の森書房 1974
- 『貿易革命 亡国から救国の貿易へ』白桃書房 1996
- 『納税革命 現行消費税UPは日本国家の自殺行為』同文書院インターナショナル 1997
- 『沖縄全県FTZ(自由貿易地域)の挑戦 ポスト香港、アジアの小龍めざす』同文書院インターナショナル 1998
- 『ノンキャリアがみた素顔の大蔵省 神話終焉と21世紀の官僚像を探る』同文書院 1998
- 『大蔵省元相談官「酷税驚愕のしくみ」』1998 小学館文庫
- 『日本の消費税はここがまちがい』毎日新聞社 1999
- 『税金の常識・非常識』2001 ちくま新書
- 『官僚は失敗に気づかない』2002 (ちくま新書)
- 『日本をダメにする税金のカラクリ』日本経済新聞社(日経ビジネス人文庫) 2003